# Светска дигитална библиотека
Светска дигитална библиотека (енгл. World Digital Library, WDL) представља дигитални трезор светске културне баштине који су основали УНЕСКО и Конгресна библиотека из Вашингтона, а у сарадњи са библиотекама, музејима, архивима, образовним институцијама и организацијама из целога света.

## Историја и циљеви
Пројекат је инициран у октобру 2007, а портал је свечано покренут 21. априла 2009. године у Паризу, седишту Унеска. Јединствена и вредна дела светског културног наслеђа (књиге, рукописи, филмови, мапе, фотографије, звучни записи, новине, часописи) доступна су на порталу Светске дигиталне библиотеке у вишејезичном формату. Омогућен је неограничен и бесплатан јавни приступ овом материјалу.
Један од основних циљева Светске дигиталне библиотеке је да на једном месту прикаже светску културну баштину, као и да промовише мултикултуралност и међународно разумевање. Исто тако, наглашен је значај и потреба да се повећа количина дигиталних садржаја који нису на енглеском језику и који не потичу само из западних земаља.

## Фонд Светске дигиталне библиотеке
Светска дигитална библиотека садржи преко 16.000 јединица из 193 земље, из периода од 1200. године п. н. е. до 2000. године н. е. У овој библиотеци налази се грађа на више од 100 различитих језика.

## Партнери
Велики број земаља и културних и образовних институција одазвало се позиву на сарадњу. Неки од партнера пројекта су:
- Библиотека Америчког географског друштва, Милвоки
- Александријска библиотека
- Национална библиотека Кине
- Национална библиотека Француске
- Национална библиотека Израела
- Национална библиотека Кореје
- Национална библиотека Русије
- Национална библиотека Шведске
- Национална библиотека Уганде
- Национална библиотека Бразила
- Национална библиотека Азербејџан
- Универзитетска библиотека Јејла
- Народна библиотека Србије

Обим и разноврсност културних садржаја на порталу обезбеђују ресурсе за предаваче, научне раднике, студенте и све друге кориснике и подстичу кориснике на упознавање културног наслеђа свих земаља.